# 1707-es marosvásárhelyi országgyűlés
A marosvásárhelyi országgyűlés (1707. április 5. – április 21.) a Rákóczi-szabadságharc egyik diétája, mely kimondta II. Rákóczi Ferenc fejedelemmé és uralkodóvá választását, Erdély elszakadását a Habsburg-háztól, valamint törvénybe iktatta az 1706. márciusi huszti diéta végzéseit Erdély és Magyarország konföderációjáról.

## Előzményei
A szabadságharc (1703–1711) sújtotta Magyarország gondjait a Rozsnyóra összehívott szenátusi ülés igyekezett megoldani (1706. december 18. – 1707. február 5.), azonban a gyűlés összehívásának valódi okát II. Rákóczi Ferenc Emlékirataiban olvashatjuk: „A szenátus összehívásának legfőbb oka a francia király válasza volt a szövetségi tervezetre, amelyet Egerben adtam át Des Alleurs márkinak. (XIV. Lajos képviselője Rákóczinál.) A király parancsot küldött neki: ismerjen el engem Erdély fejedelmének, és jelentse ki nekem, hogy semmi akadálya sincs annak, hogy velem ebben a minőségben tárgyaljon kapott utasítása szerint. De másképp áll a dolog a szövetkezett rendekkel, akik szövetkezésükkel még nem szakadtak el az Ausztriai Ház uralmától, és úgy látszik, még elismernek urat maguk fölött. Az pedig ellenkeznék a francia király méltóságával, hogy egy másik fejedelem alattvalóival szövetkezzék.”
Ugyan a szenátusi gyűlés eredetileg 1707. január 15-én kezdődött volna, a meghívottak nagy része azonban csak néhány nappal később érkezett meg a városba. Maga Rákóczi is csak egy nap múlva, január 16-án ért Rozsnyóra. A fejedelem a huszonnégy összehívott szenátor helyett ugyanazt a hetet találta a városban, akik már a decemberi tanácskozáson is részt vettek. Január 21-én, öt további szenátor mellett, végre Bercsényi Miklós is befutott. Mivel így a szenátorok több mint fele, összesen tizenhárman jelen voltak, a szenátus ülése jogérvényes volt.
Rákóczi már másnap, január 22-én a szenátus elé tárta addig titkolt előterjesztését: a bécsi udvarral folytatott béketárgyalások kudarcát, rámutatva arra, hogy az udvar köpönyegforgató politikája miatt esély sincs a megegyezésre, s a harcok folytatása elkerülhetetlen. Magyarország viszont segítség nélkül aligha tudott volna győztesen kikerülni a hadakozásból, ezért nem volt más választás, külföldiről kellett erősítést hívni. Szövetségkötés azonban csak szabad országok között jöhetett volna létre, valamint az általános, európai béketárgyalásokon is csak a szabad országokat vették figyelembe, így minél hamarabb el kellett érniük, hogy Magyarország nyilvánítsa magát függetlennek a Habsburg-háztól. Egyre sürgetőbbé vált a Habsburg-uralkodóház trónfosztása.
A konföderációnak ráadásul minden jogalapja megvolt ahhoz, hogy I. József királyt (1678-1711) megfosszák a magyar koronától. A kérdés már csak az volt, mikor és milyen formában valósulhat meg a detronizáció és az interregnum kihirdetése.
A szenátorok egyhangúlag úgy döntöttek, hogy ezeket a szécsényi conventus generalishoz hasonló általános országos gyűlés hagyja jóvá, és a konföderáció határozatát is itt nyilvánítsák ki. Rákóczi nem késlekedett: a konföderáció országos gyűlését „Ónod táján levő Mezőre” jelölte ki május 1-jei kezdéssel.
A rozsnyói gyűlésen jelentette be II. Rákóczi Ferenc azt is, hogy az 1704 óta választott erdélyi fejedelemségét beiktatott fejedelemségre váltja, valamint az erdélyiek országgyűlésén hivatalosan elfoglalja Erdély fejedelmi trónját. A fejedelem Erdély alkotmányát tiszteletben tartva kívánta elfoglalni – véleménye szerint – a jog szerint őt megillető fejedelemséget. Mivel az Erdélyi Fejedelemség jellegét tekintve „rendi-képviseleti monarchia” volt, az erdélyi országgyűlés is „keményen ragaszkodott a fejedelemválasztáshoz, a választási feltételek meghatározásához, a fejedelmi eskühöz.”

## Az országgyűlés
II. Rákóczi Ferenc 1707. február 15-én kelt regálisai szerint a fejedelembeiktató országgyűlést március végére hívta össze Marosvásárhelyre, s a reformok előkészítése érdekében Vay Ádámot küldte előre. Ő viszont diplomáciai tárgyalások miatt csak később, március közepén indult el Erdélybe. Rákóczi, mialatt végigjárta ősei országát, arra a megállapításra jutott: „Erdélynek semmi sem hiányzik, csak egy jó fejedelem, népének atyja”. A marosvásárhelyi országgyűlés 1707. április 5-én a fejedelmi beiktatással kezdődött. Hivatalos és teljes titulusa ezután így hangzott: „Mi Második Rákóczi Ferencz Isten kegyelméből a Római Szentséges Birodalomnak, és Erdélly Országának Fejedelme Magyar Ország részének Ura Székelyek Fő Ispánnya a Szabadságért öszve szövetkezett Magyar Országnak vezérlő Fejedelme. Munkácsi és Makoviczai Herczeg, Sáros vármegye Örökös Fő Ispánnya és Sárospataknak, Tokajnak, Regécznek, Ecsednek, Somlyónak, Ledniczének, Szerencsnek, Onodnak Örökös Ura.”
A rendek köszöntését Pekry Lőrinc, Erdély katonai főparancsnoka tolmácsolta. A fejedelem beiktatása előtt elmondott beszédében kifejtette, mint kívánja „országát igazgatni, szegényeket, özvegyeket, árvákat oltalmazni”. A korabeli feljegyzésből csak nagy vonalakban rekonstruálható a beszéd, melyben sem családi örökségről, sem a rendek választásáról nem esett szó. Bartha András ítélőmesternek a fejedelmet üdvözlő beszédjét a korai felvilágosodás szelleme hatotta át: „Legyen már állandó világosság … a tudomány, bölcsesség, értelem növekedjék … haszontalan és tudatlan herebarom módra senki e hazában ne éljen és légyen … az lévén mások verítékéből élnek.”
A jezsuiták templomában elhangzó Te Deum után II. Rákóczi Ferenc a református vártemplomban nyitotta meg a marosvásárhelyi országgyűlést. A rendek feltételei általában a rendi, nemesi előjogok megerősítését szolgálták. Azt kívánták elérni, hogy a fejedelem kárpótolja őket a rendi szabadságukban ért sérelmeikért, adományozza a hazafiaknak a fiskális javakat, tartsa érvényben a rendek kiváltságait, és a rendek által választott tanács akarata szerint kormányozzon. Követelték továbbá a fegyvert fogott jobbágyok hazabocsátását, a katonaság megfegyelmezését, a károk megtérítését, szabad és biztonságos kereskedelmet, jó pénzt, egységes mértékrendszert, a régi sérelmek orvoslását.
A Ráday Pál által elkészített fejedelmi előterjesztés azonban reformokat akart elérni: „… hogy ezen országunkat politikai, oeconomicumbeli és militaris dolgai olly rendben hozattassanak, hogy az által országunkban levő minden rendű híveink kívánságok szerint conserváltattassanak és egyedül csak nemzetséges köz ügyünk előnkben tárgyul vőtt czéllyára álhatatos szívvel és erővel futván, azt az örökös csendes békességnek vissza hozásával vígan koronázhassuk.”
Mivel I. József az egyszerű amnesztián kívül az ország függetlenségét biztosító feltételekről még tárgyalni sem volt hajlandó, folytatták a háborút, de úgy, hogy az ország lakosainak és „föld népének elviselhetetlen igája és végső romlása ne következzék”. Szükséges tehát egy állandó hadsereg megszervezése, olyan katonaság felállítása, hogy „mind most az ellenség ellen teendő operatióra elégségesek, mind az ország jövendő oltalmazására is mindenkor kész és alkalmatosak legyenek”.
A fejedelmi tábornak sikerült elfogadtatni a legtöbb kívánságát, ám a hadserege nagy része Szebent ostromolta, miközben Rabutin nagyobb haderővel közeledett Erdély felé. II. Rákóczi Ferenc tekintélyét azonban nemcsak a francia király követe, Des Alleurs márki növelte, hanem az őt támogató városok, a szászok és a székely katonaság is. A márki nemcsak udvariassági látogatáson tartózkodott a fejedelem mellett, hanem Rákóczi fejedelemségének hivatalos elismerését is nyomatékosította. Az országgyűlés ismét megerősítette a korábbi, a huszti országgyűlésen elfogadott végzésüket, kimondták továbbá, hogy a Habsburg-uralkodótól szabadnak tekintik magukat, uralkodójuknak egyedül II. Rákóczi Ferencet ismerték el.
Az országgyűléstől a fejedelem teljhatalmat kapott az ország külügyeinek intézésében, egyedül ő rendelkezett az ország jövedelmeivel és javaival (a sóbányák, az érchegységbeli higany-, aranybányászat hozadékával stb.). Rákóczi tehát utasításokat adott a kincstári vagyon megnövelése érdekében, s felülvizsgáltatta a korábbi számadásokat is. A fejedelem azon intézkedése, hogy utasítást adott a kolozsvári pénzverőház újjászervezésére mutatja, hogy Rákóczi hosszú távra igyekezett berendezkedni. Az ebben a korszakban Erdélyhez tartozó Debrecent szabad királyi várossá nyilvánította, illetve több városnak is adómentességet adományozott. Megerősítette a jobbágykatonák tehermentességére vonatkozó rendeletét, minden jobbágykatona felszabadult a földesúri szolgálat és a közterhek alól. Törvényben szabadította fel továbbá a csíkiakat, akiket Apor István rabváltság fejében erőszakkal jobbágyságra kényszerített.
II. Rákóczi Ferenc jobbágypolitikája Erdélyben – Európa többi országához hasonlóan – a rendektől független jövedelem és hadsereg létrehozásán munkálkodó államhatalmak rendelkezései, az adófizető és a katonákat kiállító parasztság védelmét szolgálta a földesurak és a haditisztek túlkapásaival szemben. A jobbágykatonák kedvező előjelnek tekintették, hogy Rákóczi a jobbágyszármazású Esze Tamás ezredeskapitányt brigadérossá és három gyalogezred parancsnokává nevezte ki.
Javaslatot készítettek továbbá az erdélyi katolikus püspökség visszaállítására, azonban ezt nem tudták megvalósítani. A diéta törvénye továbbra is csak a négy bevett vallást erősítette meg, miközben az erdélyi görögkeleti püspökség, valamint a nagyszámú román papság szociális helyzete azonnali beavatkozást igényelt volna.
A marosvásárhelyi diétán résztvevők Rákócziban az ország külső és belső békéjét megteremteni képes uralkodót látták. Az erdélyiek lelkesedését mutatja, hogy egy szokatlan, de nagyon is felemelő erkölcsi címmel ruházták fel még a frissen beiktatott uralkodójukat: „Felségedet jó Atyánknak, azaz pro Patre Patriae valljuk, ismerjük és manifestáljuk.” Az Erdélyi Fejedelemség kormányzása az ősi gyakorlatot követte. A három nemzet (magyar, székely, szász) megőrizte önkormányzatát, a főispánokat, királybírákat Rákóczi fejedelem nevezte ki. A fejedelmi tanács elnöke egy erdélyi főúr, Thoroczkai István lett, tagjai között azonban megtalálhatjuk a magyar konföderáció szenátorát, Vay Ádámot is. Az Erdély Kancellária igazgatójává Ráday Pált, ítélőmesterekké Bartha Andrást és Samarjai Pétert, kincstartóvá pedig Barcsai Ábrahámot tette meg. A korszerű kormányzat létrehozatalában azonban már korábban is problémát okozott, hogy az ország többször is gazdát cserélt, hogy az egész ország területén harcvonalak húzódtak, illetve, hogy az uralkodórétegek politikailag megosztottak voltak.
A diéta után a fejedelem eredetileg Brassó alá tervezett menni, hogy az ország egyik leggazdagabb városát bevéve küzdhessenek meg az erdélyi csapatok a fejedelemség elfoglalására érkező Rabutin generálissal. Azonban alighogy berekesztették az országgyűlést máris a magyarországi conventus színhelye felé vette az irányt Rákóczi, ugyanis magyarországi vármegyék összeesküvéséről kapott hírt. Így Radnót, Kolozsvár, Zsibó, illetve Debrecen érintésével a Borsod vármegyei Ónod felé vette az irányt.